# Nicolás Lazo
Nicolás Lazo (Buenos Aires, 16 de abril de 1995) é um voleibolista profissional argentino.

## Carreira
O voleibol não entrou na sua vida por acaso, sempre foi um esporte cultuado dentro de sua família, é um fruto do programa de minibasquete e aos 6 anos dedicou ao mini vôlei quando estava em formação no River Plate, também chegou a praticar futebol.
Aos oito anos sua família mudou-se para San Juan e atuou pelo San Juan Vóley Club, depois na temporada 2010-11 retorna as categorias de base do River Plate e transferiu-se para o Ciudad Vóley no período de 2011-12No ano de 2010, esteve no elenco da seleção argentina que disputou o Campeonato Sul-Americano, este realizado na cidade de La Guaira, Venezuela, e nesta edição sagrou-se campeão
Em 2011, foi convocado para disputar a primeira edição do Campeonato Sul-Americano Infantil sediado em Guayaquil, sagrando-se medalhista de prata, no mesmo ano disputou o Campeonato Mundial Sub-19 sediado nas cidades Almirante Brown e Bahía Blanca e terminou na quinta posição.
Pela seleção de base também foi medalhista de prata no Campeonato Sul-Americano Sub-19 de 2012, este sediado em Santiagoe alcançando a sexta posição no Mundial Sub-19 de 2013 nas cidades mexicanas de Tijuana e Mexicali e o sétimo lugar no Mundial Sub-21 realizado nas cidades turcas de Ancara e EsmirnaEm 2012, disputou a Copa Pan-Americana realizada em Santo Domingo e obteve a medalha de prata.
Na temporada 2012-13 foi atuar no UPCN Vóley Club, e foi promovido ao elenco adulto na temporada 2013-14 e permaneceu no clube até a temporada 2018-19, conquistando quatro campeonatos 
, duas edições da Copa ACLAV, quatro da Copa Máster e o campeonato Sul-Americano de clubes de 2015 , recebeu o prêmio de melhor ponteiro da Liga A1 Argentina de 2016-17.
Também disputou a edição do Campeonato Sul-Americano Sub-21 de 2014 na cidade de Saquarema, Brasil, obtendo o vice-campeonato e foi premiado como melhor ponteiro da edição.Disputou pela seleção a primeira edição do Campeonato Sul-Americano Sub-22, mais tarde chamaria Sub-23, realizado na cidade Saquaremaocasião da conquista da medalha de prata.
Em 2015 foi convocado para Seleção Argentina Sub-23 para disputar edição do Campeonato Mundial Sub-23 de 2015 em Dubai, nos Emirados Árabes Unidos, vestindo a camisa #10 encerrou na sexta colocaçãoe competiu também neste ano no Campeonato Mundial Sub-21 realizado nas cidades mexicanas de  Mexicali e Tijuana conquistando a medalha de prata
Pela seleção adulta disputou a Copa Pan-Americana de 2016 na Cidade do México conquistando o vice-campeonato Ainda em 2016 representou seu país na Copa Pan-Americana Sub-23 em Guanajuato conquistando o título inéditoe premiado como segundo melhor ponteiro da competição.Também nesse ano conquistou o vice-campeonato na edição do Campeonato Sul-Americano Sub-23 em Cartagena e foi o melhor ponteiro da edição.
Em 2019, disputou a Copa Pan-Americana em Colima e terminou com o vice-campeonato e também foi medalhista de prata no Campeonato Sul-Americano de 2019 nas cidades de Santiago e Temuco.
Nas competições de 2019-20 passou atuar no voleibol brasileiro, jogando pelo Fiat/Minas, e renovou na temporada 2020-21.Pela seleção principal disputou o Campeonato Sul-Americano de 2021 em Brasília
No período de 2021-22 chega na Ligue A francesa, assinado com o Montpellier HSC, conquistando o título da liga e disputando a cev. De volta à primeira divisão do Brasileiro já no campeonato 2022-23 , desta vez vestindo a camisa do Vôlei Renata

## Títulos e resultados
- Liga A1 Argentina:2013-14, 2014-15, 2015-16, 2017-18
- Liga A Francesa:2021-22
- Copa ACLAV:2013, 2015
- Copa  Máster::2013, 2014, 2016, 2017

## Premiações individuais
- 1° Melhor Ponteiro  do Campeonato Sul-Americano  Sub-23 de 2016
- 2° Melhor Ponteiro  da Copa Pan-Americana Sub-23 de 2016
- 2° Melhor Ponteiro do Campeonato Sul-Americano Sub-21 de 2014
- Melhor Ponteiro  da Liga A1 Argentina de 2016-17